# Freddie Roach (pugile)
Frederick Steven Roach, detto Freddie (Dedham, 5 marzo 1960), è un allenatore di pugilato ed ex pugile statunitense.
Considerato uno dei migliori allenatori di pugilato di tutti i tempi, ha allenato alcuni dei migliori pugili della storia tra cui il campione mondiale in otto categorie di peso differenti Manny Pacquiao, il sei volte campione del mondo Miguel Cotto e l'ex artista marziale misto e campione UFC dei pesi welter e medi Georges St-Pierre.

## Biografia
Allenato sin da piccolo dal padre Paul assieme ai fratelli Joey e Pepper, Roach dominava le competizioni amatoriali del New England e della AAU. Dopo aver accumulato un record di 40 vittorie e 13 sconfitte, è costretto a ritirarsi dopo che gli viene diagnosticata la malattia di Parkinson.

## Carriera
Dopo aver lavorato per diversi anni a Las Vegas nell'ambito del telemarketing e come aiuto cameriere in un ristorante, Roach viene assunto dal suo vecchio allenatore e mentore Eddie Futch come assistente. Successivamente apre assieme al fratello Pepper la Wild Card Boxing Club a Los Angeles. Qui allena 40 campioni del mondo in totale nel corso della sua carriera, sia del mondo del pugilato che quello delle arti marziali miste e forma alcuni dei più grandi pugili della storia tra cui il filippino Manny Pacquiao con il quale lavora assieme per numerosi anni.